# Alina Diaconú
Alina Diaconú (* 1. Januar 1945) ist eine argentinische Schriftstellerin rumänischer Herkunft.
Diaconú lebt als Schriftstellerin in Buenos Aires.

## Werke (Auswahl)
- Avatar. Ediciones B, Buenos Aires 2009, ISBN 978-987-627-106-6.
- Poemas del silencio. Lumiere, Buenos Aires 2007, ISBN 978-987-603-028-1.
- Intimidades del ser. Veintisiete poemas y algunos aforismos. Vinciguerra, Buenos Aires 2005, ISBN 950-843-614-X.
- Una mujer secreta. Fundación Internacional JLB, Buenos Aires 2002, ISBN 987-98703-3-6.
- Penultima calatorie. Roman. Editor Univers, Bukarest 1994, ISBN 973-34-0306-7.
- Los devorados. Editorial Atlantida, Buenos Aires 1992, ISBN 950-08-1075-1.
- Cama de Ángeles. Emecé, Buenos Aires 1983, ISBN 950-04-0241-6.
- Enamorada del muro. Editorial Corregidor, Buenos Aires 1981.